# Вулканіт
Вулканіт (рос. вулканит; англ. vulcanite; нім. Vulkanit m) — мінерал, телурид міді — CuTe.

## Загальний опис
Склад у %: Cu — 33,24; Te — 66,76. Сингонія ромбічна. Утворює мікроскопічні дрібні зерна видовженотаблитчастої або неправильної форми. Спайність ясна по видовженню. Колір світло-бронзовий, жовтувато-бронзовий. Блиск металічний. Твердість 1—2. Дуже анізотропний. Знайдений у тісному проростанні з рикардитом і самородним телуром у цементі брекчієподібної породи.